# Élection présidentielle azerbaïdjanaise de 2018
L'élection présidentielle azerbaïdjanaise de 2018 se déroule le 11 avril 2018 en Azerbaïdjan afin d'élire le président de la République. Le président en exercice Ilham Aliyev du Parti du nouvel Azerbaïdjan, candidat à sa réélection et grand favori du scrutin, est réélu dès le premier tour avec plus de 80 % des suffrages. Boycotté par l'opposition, cette élection lui assure ainsi un quatrième mandat présidentiel.

## Contexte
Initialement prévu pour le troisième mercredi d'octobre en accord avec l'article 178.1 de la loi électorale azérie, soit le 17 octobre 2018, le scrutin est exceptionnellement avancé au 11 avril par décret présidentiel du 5 février.
Il s'agit de la première élection présidentielle depuis le Référendum constitutionnel de 2016, qui a étendu le mandat du chef de l'état de cinq à sept ans.

## Système électoral
Le président azerbaïdjanais est élu au scrutin uninominal majoritaire à deux tours pour un mandat de sept ans sans limitation du nombre de mandats. Si aucun candidat ne recueille la majorité absolue au premier tour, un second est organisé le deuxième dimanche suivant entre les deux candidats arrivés en tête. 

### Conditions d'éligibilité
L'article 100 de la Constitution dispose que, pour être éligible, une personne doit avoir au minimum 35 ans, vécu sur le territoire de la République plus de 10 ans avant le jour du scrutin, avoir le droit de vote, ne jamais avoir été condamné, n'avoir aucune responsabilité dans un autre État, avoir un diplôme universitaire, et ne pas avoir la double nationalité.

## Résultats
| Candidats                | Candidats                | Partis                                   | Premier tour | Premier tour |
| Candidats                | Candidats                | Partis                                   | Voix         | %            |
| ------------------------ | ------------------------ | ---------------------------------------- | ------------ | ------------ |
|                          | Ilham Aliyev             | Parti du nouvel Azerbaïdjan              | 3 394 898    | 86,02        |
|                          | Zahid Oruc               | Parti de la mère patrie                  | 122 956      | 3,12         |
|                          | Asif Mammadov            | Parti démocratique                       | 119 621      | 3,03         |
|                          | Gudrat Hasanguliyev      | Front populaire de tout l'Azerbaïdjan    | 119 311      | 3,02         |
|                          | Hafiz Hajiyev            | Modernité et égalité                     | 59 924       | 1,52         |
|                          | Araz Alizade             | Parti social-démocrate d'Azerbaïdjan     | 54 533       | 1,38         |
|                          | Faraj Guliyev            | Mouvement pour le renouveau de la nation | 45 967       | 1,17         |
|                          | Razi Nurullayev          | Front populaire                          | 29 229       | 0,74         |
|                          |                          |                                          |              |              |
| Votes valides            | Votes valides            | Votes valides                            | 3 946 439    | 99,69        |
| Votes blancs et nuls     | Votes blancs et nuls     | Votes blancs et nuls                     | 12 413       | 0,31         |
| Total                    | Total                    | Total                                    | 3 958 852    | 100          |
| Abstention               | Abstention               | Abstention                               | 1 373 965    | 25,76        |
| Inscrits / participation | Inscrits / participation | Inscrits / participation                 | 5 332 817    | 74,24        |

## Critiques
L'Organisation pour la sécurité et la coopération en Europe (OSCE) présente son rapport lors d'une conférence le vendredi suivant les élections. Il y est souligné d'une part que les autorités ont été coopératives, que les observateurs internationaux ont été autorisés à se déployer librement dans le pays pendant la période électorale, que l'organisation des élections a été correctement mise en place avec des moyens adéquats, et que le processus électoral s'est déroulé de manière fluide et calme dans presque tous les bureaux de vote observés.
L'OCDE qualifie néanmoins l'élection de non démocratique et les procédures légales entachées de très sérieuses irrégularités, y compris des cas de bourrages d'urnes. Des partisans du président Aliyev interrompent la conférence, remettant en cause l'impartialité de l'organisation.